# Бломберг, Эрик
Эрик Аксель Бломберг (швед. Erik Axel Blomberg, 17 августа 1894[…], Стокгольм, Стокгольмское обер-губернаторство — 8 апреля 1965, Вестерлед) — шведский поэт, переводчик и критик.

## Биография
Бломберг родился в буржуазной семье в Стокгольме. После окончания гимназии в 1912 году он отправился учиться в Уппсальский университет, где в 1919 году получил степень лиценциата истории искусств. Впоследствии он работал искусствоведом в газетах Stockholms-Tidningen (1920–1926), Stockholms Dagblad (1926–1927) и литературным критиком в Social-Demokraten (1930–1939). Как переводчик, Бломберг переводил поэзию с французского, английского, немецкого и китайского языков на шведский язык. В 1960 году он был удостоен премии Шведской академии за переводы.
В политическом плане Бломберг находился под влиянием марксизма. По его словам, одной из центральных задач писателя было изображение реалий трудового народа и социально-политических противоречий в обществе. Как литературный критик Бломберг хвалил писателей пролетарской школы, таких как Ян Фридегорд, Ивар Лу-Юхансон и Вильгельм Муберг. В то же время он критически относился к литературному модернизму, но при этом был чувствителен к своеобразию поэзии Эльмера Диктониуса и Гуннара Экелёфа.
Его стихотворение Gravskrift («Эпитафия») было написано после расстрелов в Одалене в 1931 году, когда пять человек были убиты после того, как военные открыли огонь по демонстрации бастующих рабочих. Стихотворение выгравировано на надгробиях пяти жертв и стало одним из самых известных шведских политических стихотворений.
Бломберг умер в Стокгольме и похоронен на кладбище Скугсчюркогорден (Skogskyrkogården).